# Separator (budynek)
Separator (dawniej nazywany również budynkiem Polmagu) – wysokościowiec położony w pobliżu rynku w Katowicach przy al. Wojciecha Korfantego 2.

## Historia
W miejscu dzisiejszego Separatora od około 1380 do końca XIX wieku nad rzeką Roździanką (obecnie Rawa) istniała kuźnica w ówczesnej Kuźnicy Boguckiej (dzisiejsze Śródmieście).
Gmach zaprojektowany w latach 1961-62 przez Stanisława Kwaśniewicza i konstruktora Franciszka Klimka, jako pierwszy budynek zrealizowany w ramach koncepcji przebudowy Katowic "Śródmieście-Zachód". Stanął w miejscu zlikwidowanego w 1962 r. drewnianego dworca autobusowego zaprojektowanego po wojnie przez Leona Dietz d’Arma.
Pierwotnie gmach miał składać się z dwóch budynków. Drugi budynek miał znajdować się na północ od pierwszego. Miał to być 16-kondygnacyjny biurowiec połączony w pierwszym pawilonem z dużą salą konferencyjną. W nim miały się znajdować pomieszczenia Biura Projektów Przemysłu Węglowego, Biura Studiów i Projektów oraz Zarząd Biur Projektów Przemysłu Węglowego.
Nazwa budynku pochodzi od nazwy przedsiębiorstwa dla którego obiekt został wybudowany - Biura Projektów Zakładów Przeróbki Mechanicznej Węgla „Separator”.
Pierwotnie w niemal całkowicie przeszklonym pawilonie usługowym na parterze mieścił się salon „Motozbytu”, wyposażony w niespotykane w Polsce obrotowe platformy ekspozycyjne. Budynki pasażu usługowo-handlowego  początkowo mieściły salę ekspozycyjną „Polmagu” z wystawą maszyn górniczych, salę konferencyjną „Separatora”, następnie "Klub Górnika" oraz garaże i zaplecze „Motozbytu”. W 1968 r. zmieniono funkcję pawilonów na handlową. Otwarto m.in. „Składnicę Harcerską” i „Dom Rzemiosła”. Współcześnie w Separatorze swoje siedziby/oddziały mają m.in. przedsiębiorstwa: Polsat, Polsat News, TVN, TVN24 i Open Finance.

## Architektura
Biurowiec wzniesiony został w żelbetowej konstrukcji z zastosowaniem prefabrykatów. Składa się z dwóch połączonych ze sobą części: dwukondygnacyjnego pasażu, w którym w części centralnej mieści się przejście dla pieszych i dla dostawców oraz znajdującego się nad nim dziewięciokondygnacyjnego biurowca (ostatnia kondygnacja ma charakter techniczny i nie obejmuje całej szerokości budynku). Łącznie budynek ma 11 kondygnacji i kubaturę 53 000 m³. Bryłę budynku Separatora jako przykład architektury modernizmu ulokowano nad ziemią na antropomorficznych żelazobetonowych słupach (fr. pilotis), które zostały ozdobione namalowanym na nich oryginalnym czarno-białym wzorem w stylu op-art (aktualnie dekoracja słupów już nie istnieje).
Na dachu płaskim była umieszczona stalowa pergola nadająca bryle lekkości (obecnie nie istnieje). Na biurowcu zamontowano pierwsze w województwie urządzenie do mycia elewacji (obecnie nie działa), zaprojektowane przez Stanisława Kwaśniewicza na wzór podobnego rozwiązania zastosowanego w gmachu ONZ w Nowym Jorku.
Separator poddawany jest modernizacji. Wyremontowane zostały klatki schodowe, windy, dobudowane zostało nowe wejście do biurowca. W planach jest także położenie nowej elewacji na budynku.

## Galeria

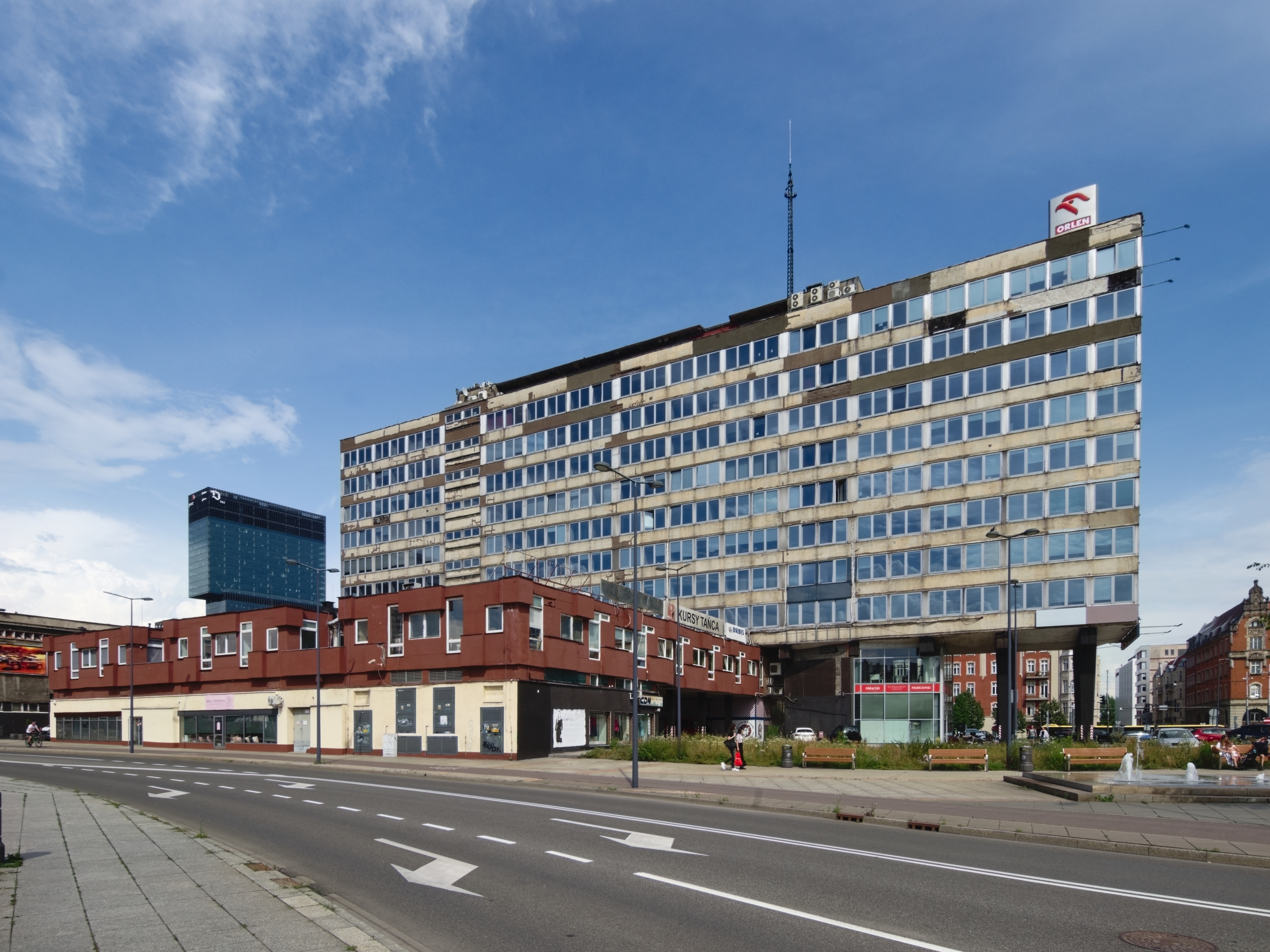
Elewacja zachodnia i pasaż (2018)
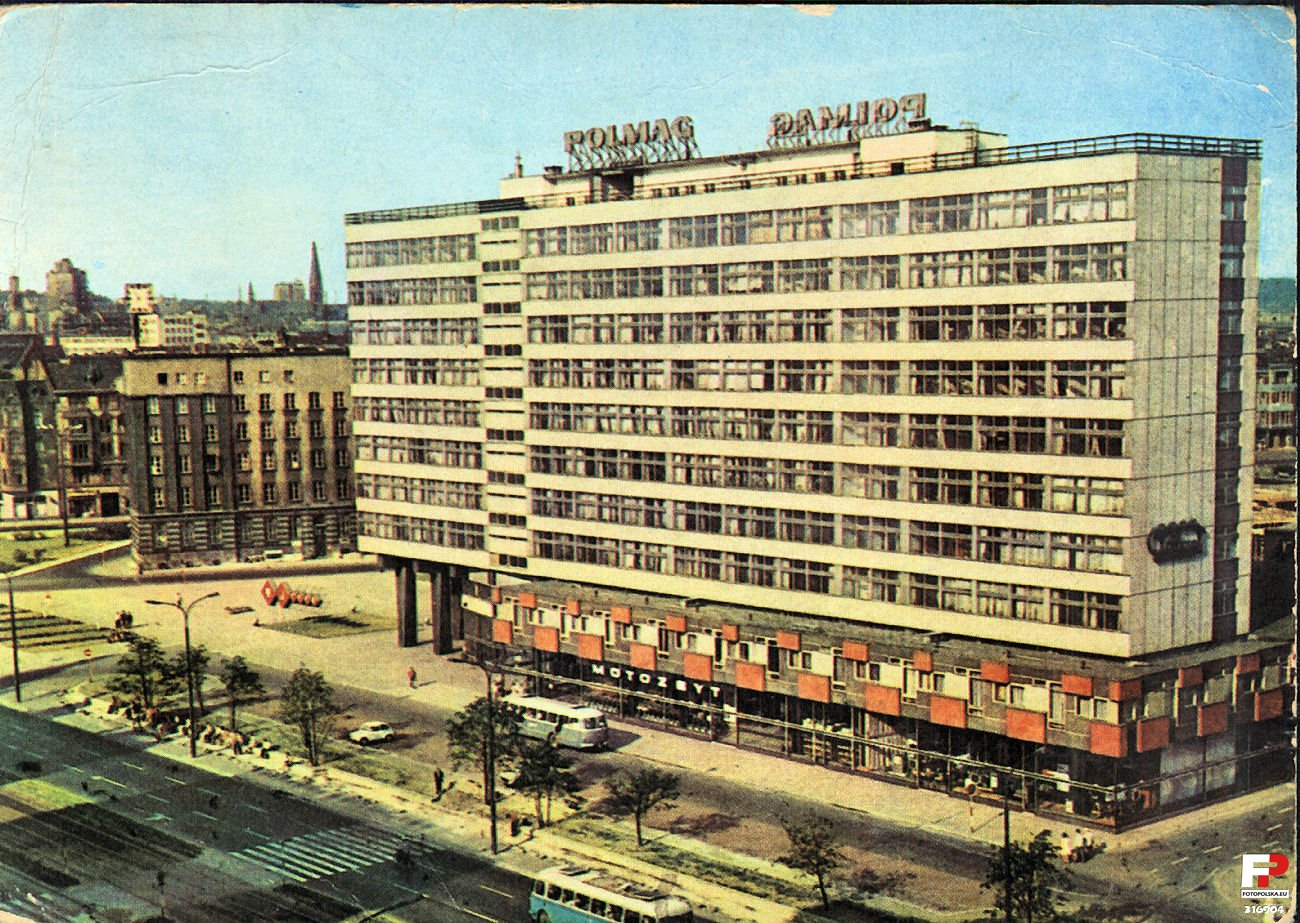
Elewacja wsch-pn, wejście główne (1968-70)
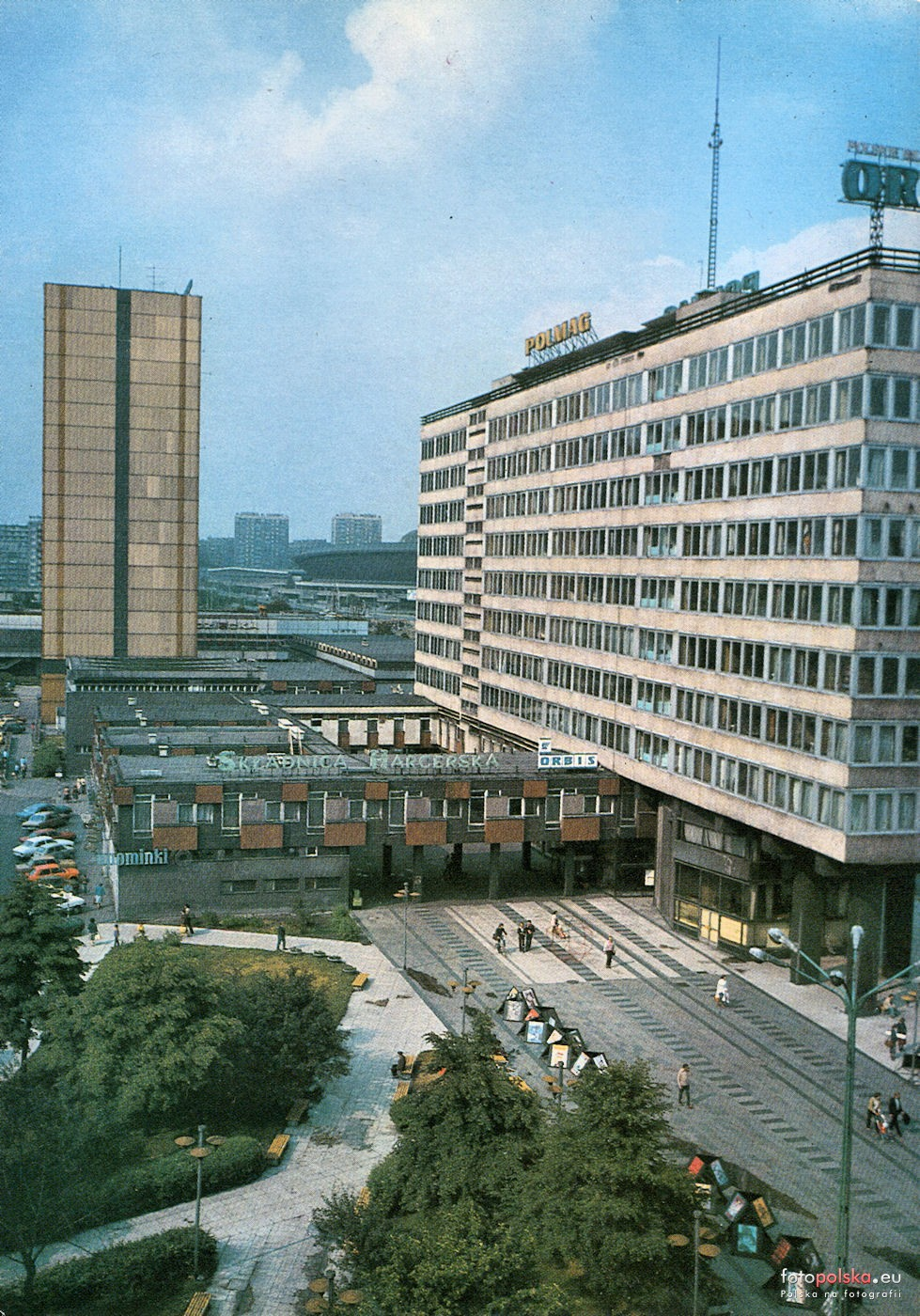
Elewacja zach-pd (1980-83)
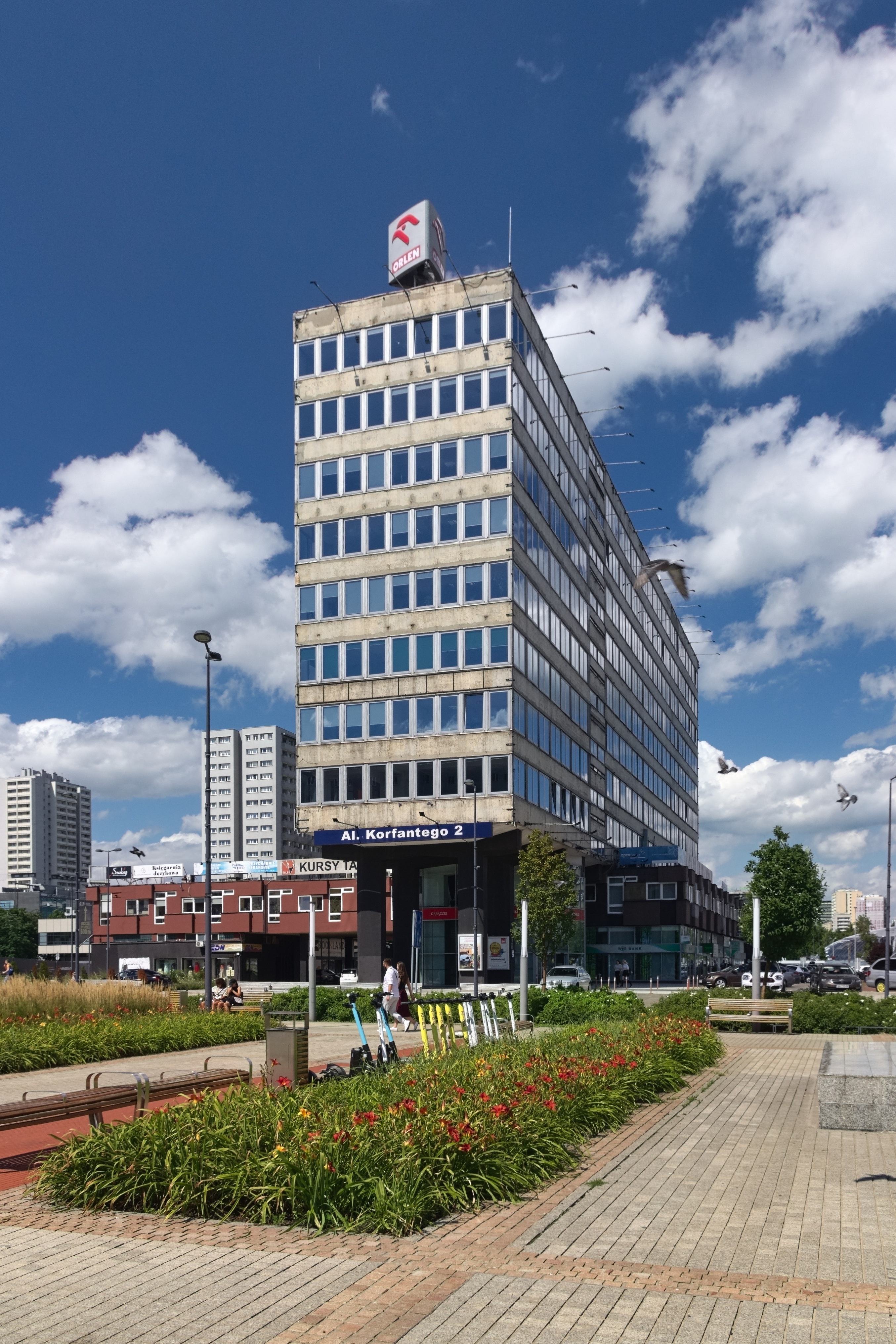
Elewacja południowa, widok z Rynku (2021)
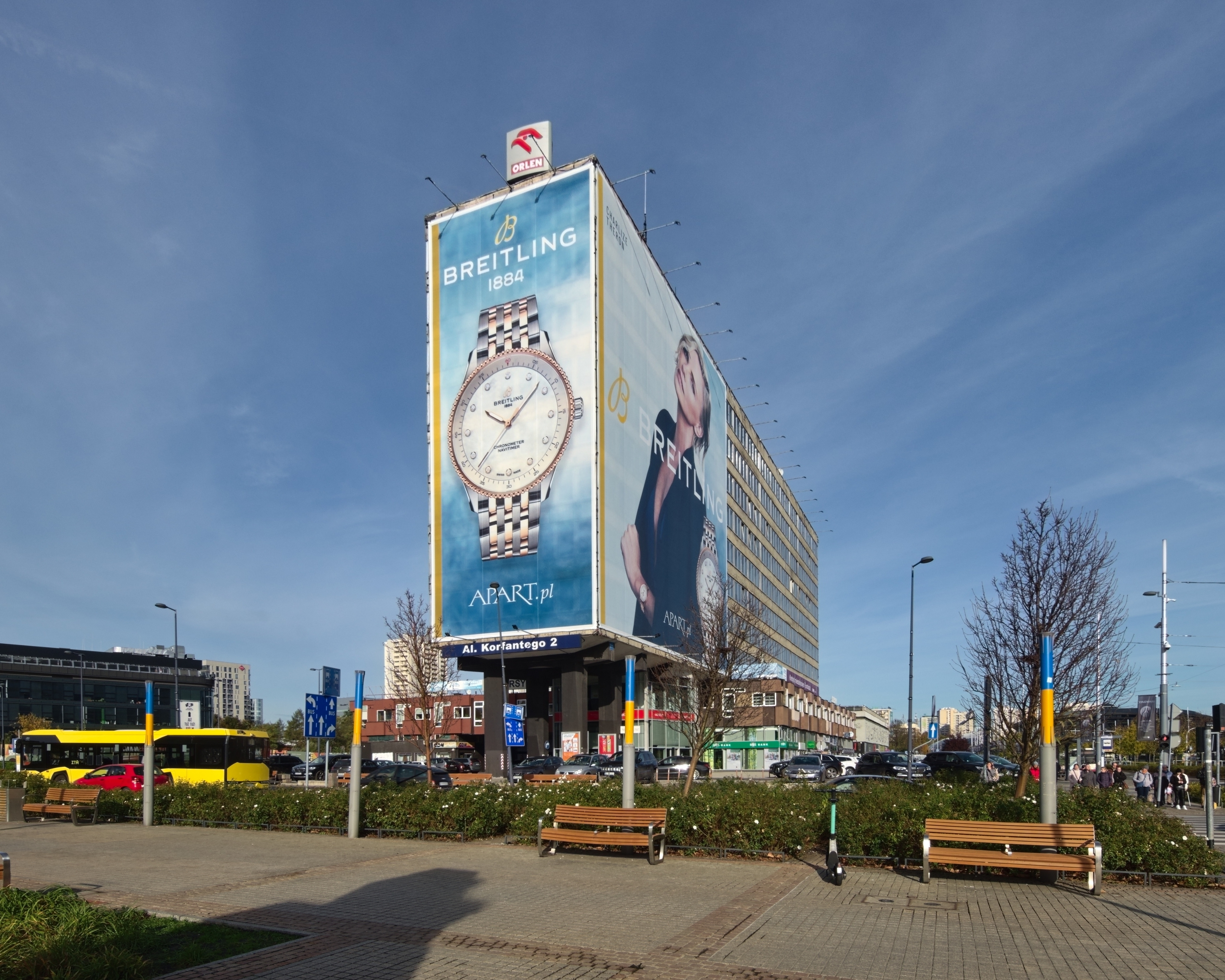
Elewacja południowa, widok z Rynku (2023)
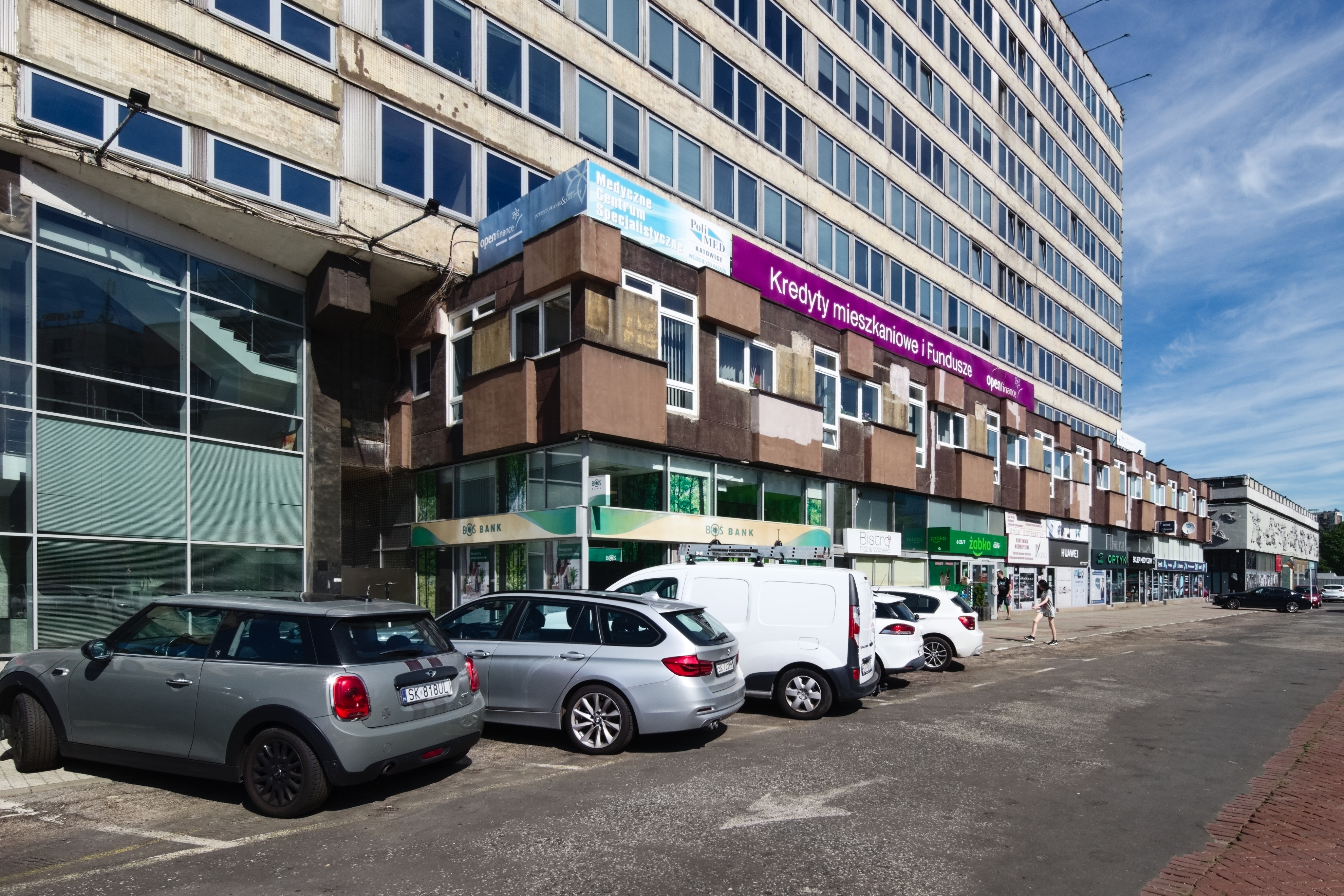
Pasaż od południowego wschodu (2022)